# Kevin Begois
Kevin Begois (Antwerpen, Bélgica, 13 de mayo de 1982) es un exfutbolista belga que jugaba de portero. Militó las últimas temporadas de su carrera en el F.C. Groningen, retirándose al término de la temporada 2018-19. Actualmente es entrenador de porteros en el PSV Eindhoven de la Eredivisie.

## Clubes
| Club               | País         | Año         |
| ------------------ | ------------ | ----------- |
| KV Mechelen        | Bélgica      | 2002        |
| Roda JC            | Países Bajos | 2003 - 2006 |
| VVV-Venlo (Cedido) | Países Bajos | 2003 - 2005 |
| Helmond Sport      | Países Bajos | 2006 - 2007 |
| VVV-Venlo          | Países Bajos | 2007 - 2011 |
| FC Den Bosch       | Países Bajos | 2011 - 2013 |
| PEC Zwolle         | Países Bajos | 2013 - 2017 |
| F.C. Groningen     | Países Bajos | 2017 - 2019 |